# Pułk im. Konstantego Kalinowskiego
Pułk im. Konstantego Kalinowskiego (biał. Полк імя Кастуся Каліноўскага, trb. Połk imia Kastusia Kalinoŭskaha, ukr. Полк імені Кастуся Калиновського), wcześniej Batalion im. Konstantego Kalinowskiego – ochotnicza jednostka w ramach Sił Zbrojnych Ukrainy złożona z Białorusinów, utworzona w marcu 2022 roku w celu obrony Ukrainy podczas rosyjskiej inwazji.
Pułk składa się z dwóch batalionów – „Wołat” i „Litwin”. Od kwietnia 2024 pełniącym tymczasowo obowiązki dowódcy jest Pawieł Szurmiej ps. „Dziadźka”. Członkowie pułku są żołnierzami kontraktowymi Sił Zbrojnych Ukrainy.
Jednostka nosi imię Wincentego Konstantego Kalinowskiego (biał. „Kastuś” Kalinoŭski), jednego z przywódców powstania styczniowego na Litwie i Białorusi. Pułk nosi w godle znak Pogoni, datę roczną wybuchu powstania styczniowego (1863) i sformowania jednostki (2022), skrzyżowane miecz i kosę bojową oraz barwy biało-czerwono-białe (białoruskie) i niebiesko-żółte (ukraińskie).
Szacuje się, że w 2022 po stronie ukraińskiej walczyło około 1500 ochotników z Białorusi, zaś według samego dowódcy, w 2024 liczba ta wynosi prawie 5 tysięcy ochotników. Większość z nich skupiona jest w Pułku im. Kalinowskiego. Oprócz tego w wojnie biorą udział Białoruski pułk „Pahonia” („Pogoń”, związany ze środowiskiem politycznym Swiatłany Cichanoŭskiej) oraz samodzielny batalion „Terror” (odłączył się od Pułku Kalinowskiego).

## Historia

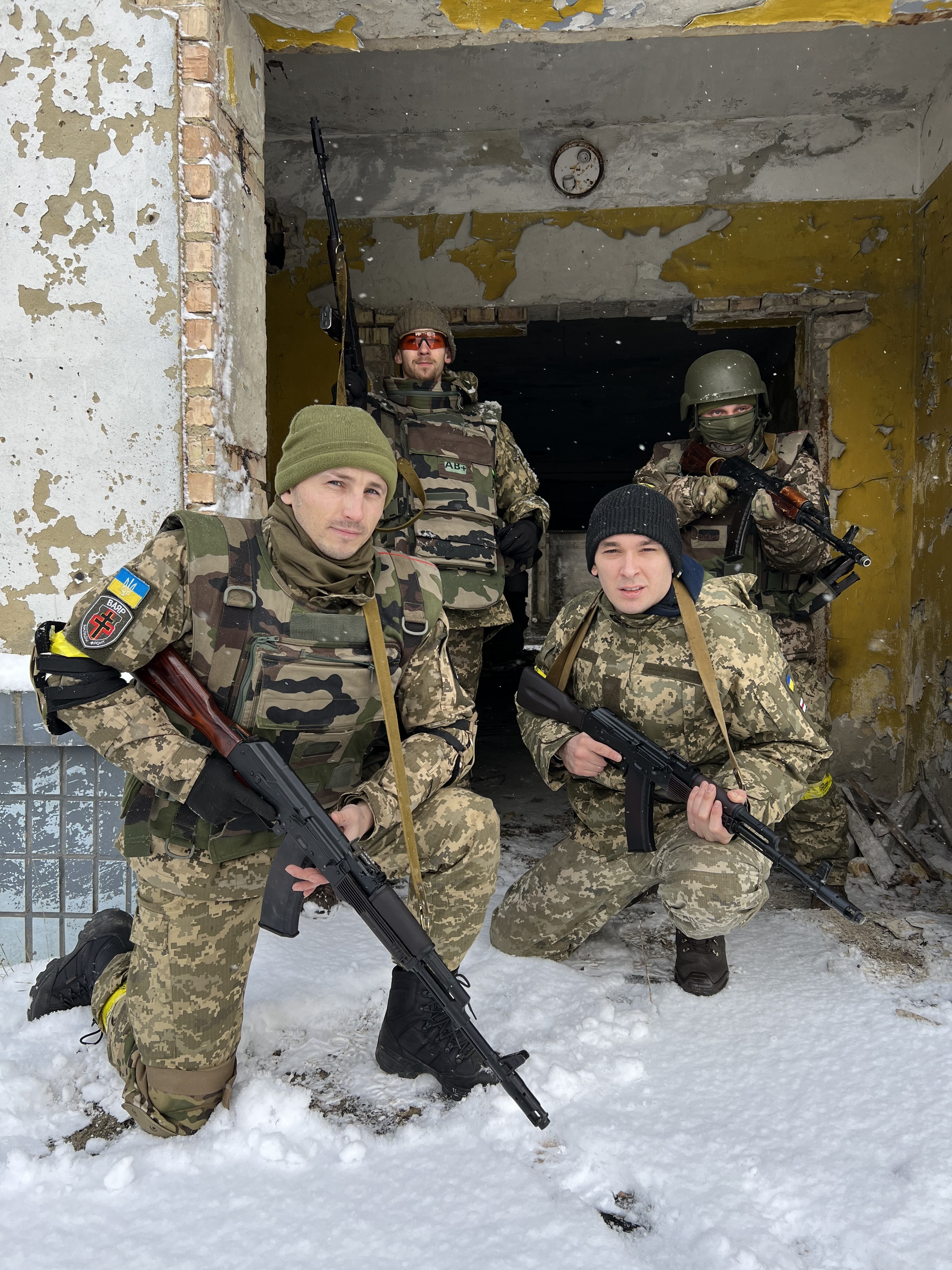
Białoruscy ochotnicy na Ukrainie, 8 marca 2022

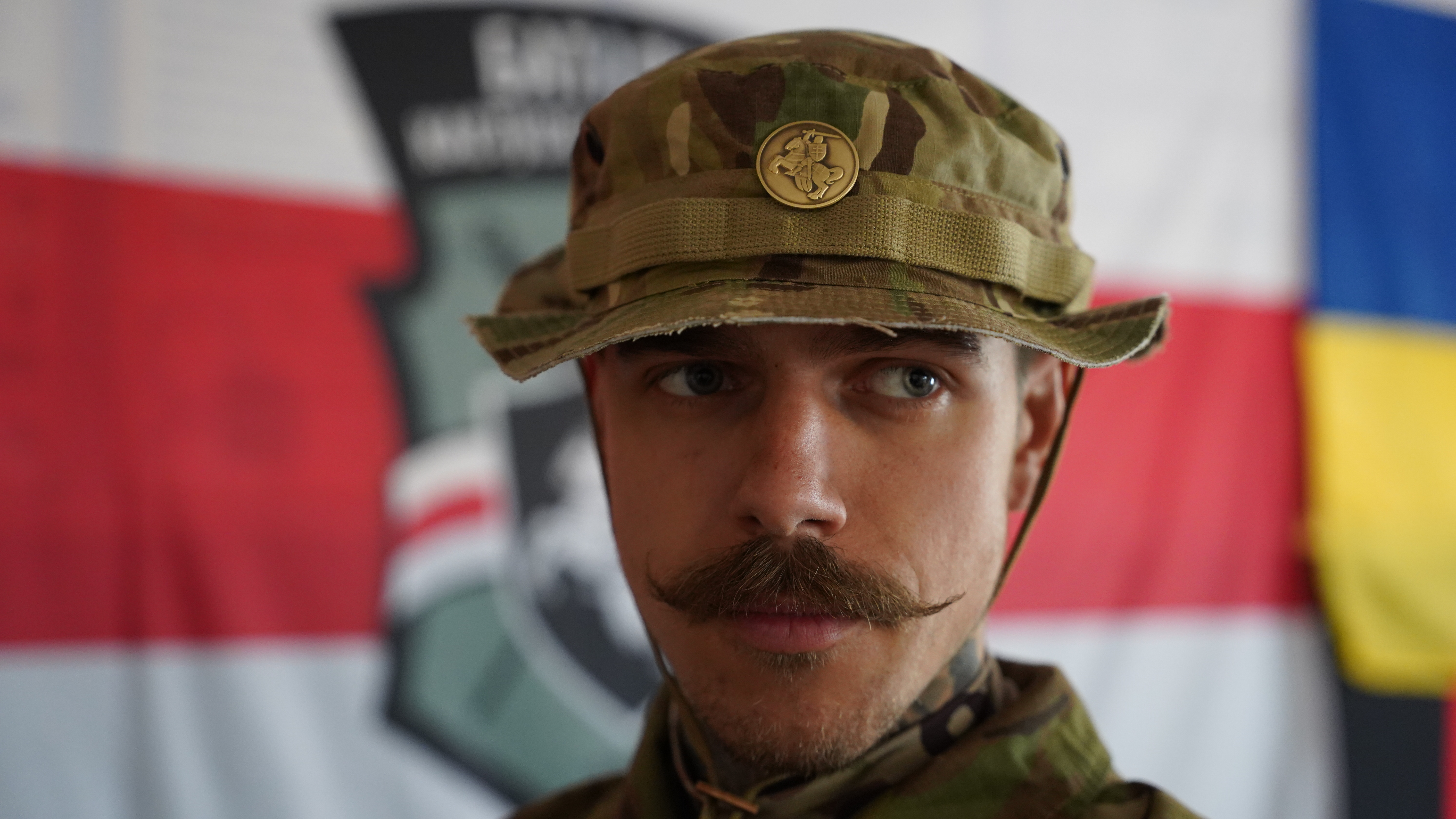
Dzianis Prachoraŭ („Kit”), pierwszy dowódca Pułku Kalinowskiego w latach 2022-2024

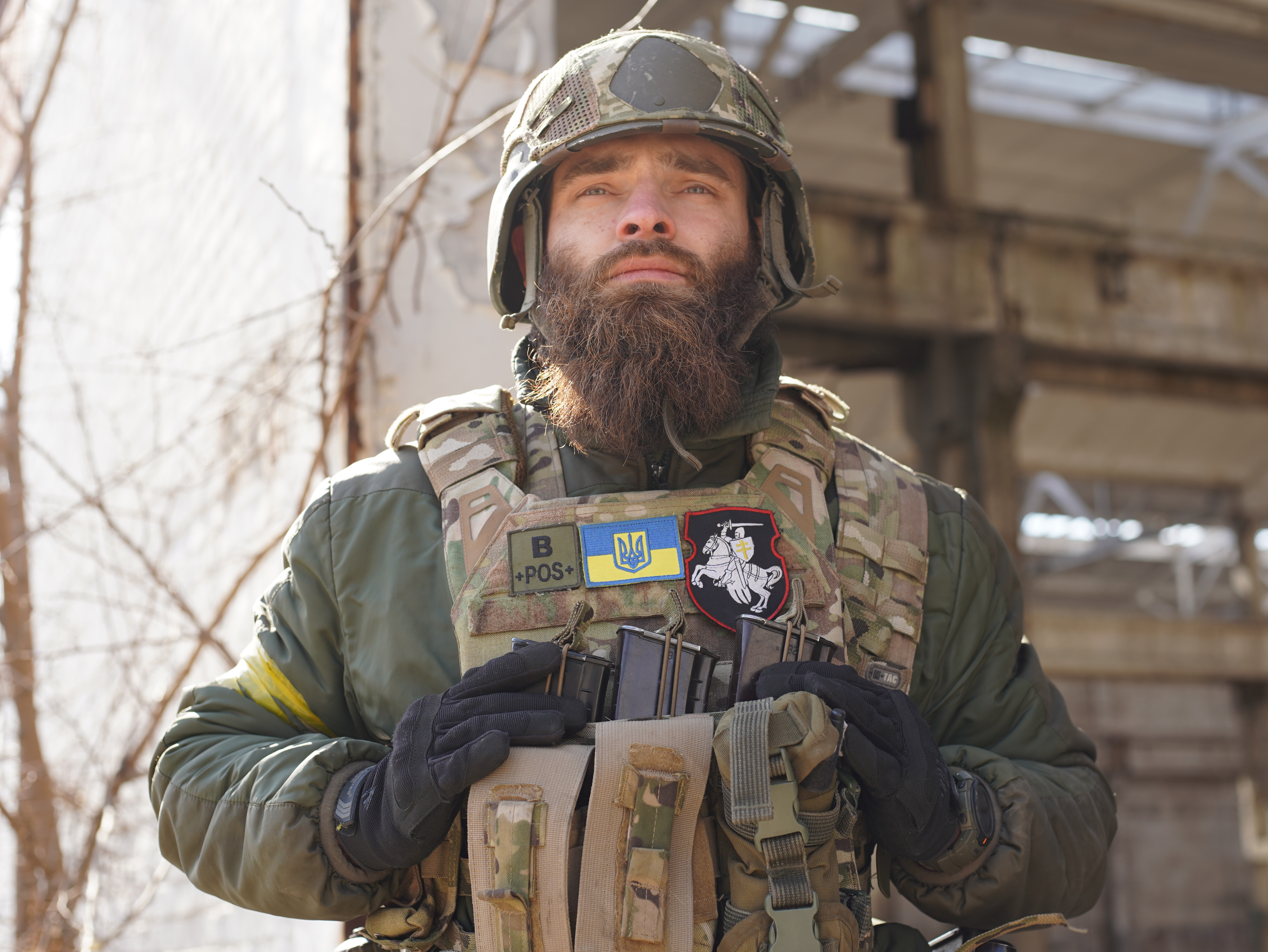
Iwan Marczuk („Brest”), dowódca jednego z batalionów, poległy pod Lisiczańskiem

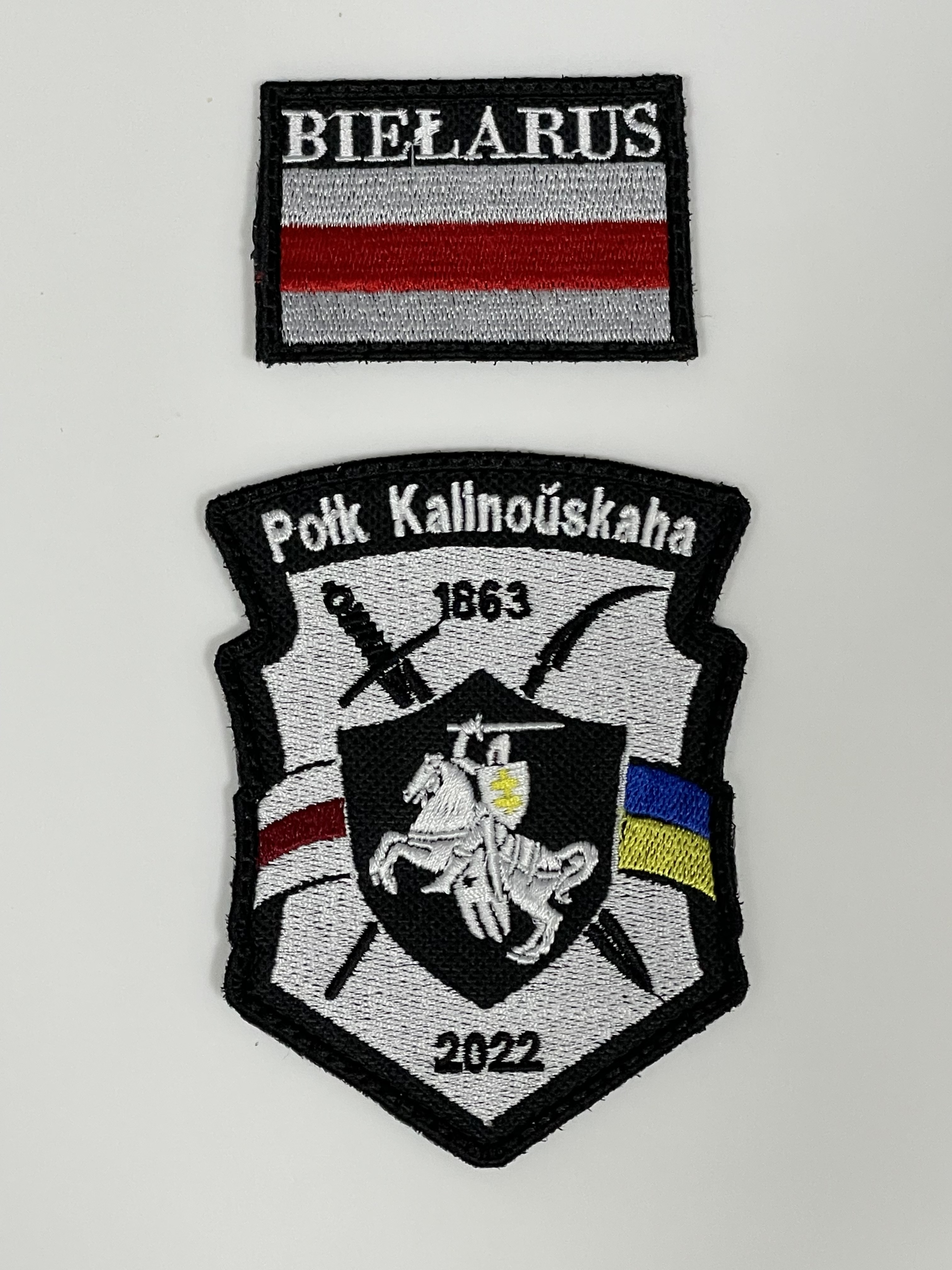
Zestaw naszywek noszony przez żołnierzy pułku

Pierwsze zagraniczne grupy ochotnicze na Ukrainie powstały już podczas wojny w Donbasie w 2014 roku. Były to m.in. oddział „Pahonia” („Pogoń”) oraz grupa taktyczna „Białoruś”, utworzona w 2015 roku. Białorusini walczyli m.in. w ramach Pułku „Azow”. Członkowie tych grup uczestniczyli w walkach po stronie Ukrainy od samego początku rosyjskiej inwazji z 24 lutego 2022 roku. Dołączyli do nich inni białoruscy ochotnicy, min. uczestnicy protestów z 2020 roku.
Już 3 marca 2022 roku w trakcie bitwy o Kijów w pobliżu Buczy zginął pierwszy białoruski bojownik Ilja Chrenaŭ (ros. Ilja Chrenow), pseudonim „Litwin”.
9 marca 2022 roku ochotnicy białoruscy poinformowali o utworzeniu batalionu walczącego w walkach o Kijów po stronie Ukrainy. Samodzielny batalion został nazwany imieniem Konstantego „Kastusia” Kalinowskiego, jednego z przywódców powstania styczniowego na Litwie i Białorusi. Dowódcą pułku został Dzianis Prachoraŭ (ros. Denis Prochorow), pseudonim „Kit” (biał. "kot").
Od 5 do 12 marca 2022 roku do batalionu dołączyło około 200 Białorusinów. Jednostka rozpoczynała działalność w ramach Międzynarodowego Legionu Obrony Terytorialnej Ukrainy, a od 25 marca batalion jest częścią Sił Zbrojnych Ukrainy. Wizerunki żołnierzy batalionu zostały umieszczone na plakatach w Kijowie, aby zilustrować ukraińsko-białoruskie więzi wojskowe.
13 marca 2022 roku batalion poinformował o poniesieniu pierwszej straty. Pierwszym zabitym członkiem oddziału był Alaksiej Skobla, pseudonim „Tur”, który zginął w walkach o Kijów, gdy jego oddział wpadł w zasadzkę.
Pod koniec marca 2022 kalinowcy zostali skierowani do Mariupola, w celu wzmocnienia sił obrońców.
21 maja batalion został rozszerzony do rozmiarów pułku złożonego z dwóch batalionów – „Wołat” (biał. "bohater", nazwanego na cześć ochotnika poległego 24 marca pod Irpieniem) i „Terror” (nazwanego na cześć ochotnika poległego 15 maja podczas wyzwalania jednej z ukraińskich wsi).
W sierpniu 2022 członkowie batalionu „Terror” opuścili pułk Kalinowskiego w ramach protestu przeciwko zmianie swojego dowódcy i odtąd walczą jako oddzielna jednostka pod tą samą nazwą. 23 sierpnia został ostatecznie sformowany batalion „Litwin” (nazwany na cześć ochotnika poległego 3 marca pod Buczą).
Pułk brał udział m.in. w obronie Siewierodoniecka i Lisiczańska oraz walkach na południowym odcinku frontu. Na początku lipca 2022 pod Lisiczańskiem śmierć poniósł min. dowódca batalionu „Wołat” Iwan Marczuk, pseudonim „Brest” (biał. "Brześć"). Podczas walk w 2023 oba bataliony walczyły m.in. w obronie Bachmutu.
25 sierpnia 2022, w 31. rocznicę ogłoszenia przez Białoruś niepodległości, ochotnicy z Pułku Konstantego Kalinowskiego złożyli przysięgę na sztandar przekazany im 9 sierpnia w wileńskiej katedrze przez Radę Białoruskiej Republiki Ludowej, spadkobierców pierwszego białoruskiego rządu na uchodźstwie.
22 października w skład Pułku Kalinowskiego wszedł pluton rozpoznania lotniczego, wcześniej wchodzący w skład Pułku „Pahonia” (biał. "pogoń"), również złożonego z ochotników białoruskich. W grudniu kalinowcy otrzymali pojazd opancerzony BWP-2, a w styczniu 2023 zdobyczny czołg T-72. Pułk poinformował o utworzeniu pierwszego pododdziału zmechanizowanego.
W lutym 2023 w szeregach pułku utworzony został oddział „Atam” (biał. „atom”), złożony z byłych białoruskich milicjantów (oddział nazwany na cześć ochotnika poległego pod Lisiczańskiem).
W kwietniu 2024 rozpoczęte zostało przeprowadzanie reformy oddziału. W miejsce Dzianisa Prachoraŭa (który zajął się tworzeniem ruchu politycznego "Kalinowcy") pełniącym tymczasowo obowiązki dowódcy Pułku Kalinowskiego został Pawieł Szurmiej ps. „Dziadźka” (biał. "wujek"), znany wioślarz i olimpijczyk.

## Reakcje i rola polityczna
Utworzenie batalionu zostało zauważone przez przebywającą na emigracji byłą kandydatkę na urząd prezydenta Białorusi Swiatłanę Cichanoŭską, która 13 marca 2022 w serwisie Twitter podała Batalion Kalinowskiego jako przykład, że „w ramach naszego Ruchu Antywojennego coraz więcej osób z Białorusi dołącza, aby pomóc Ukraińcom w obronie ich kraju”.
W tym samym czasie prezydent Białorusi Alaksandr Łukaszenka, sojusznik prezydenta Rosji Władimira Putina, nazwał ochotników „szalonymi obywatelami”.
We wrześniu 2022 roku Ministerstwo Spraw Wewnętrznych Białorusi uznało strony i profile internetowe pułku za ekstremistyczne.
11 października 2022 Główny Wydział Śledczy Białorusi poinformował, że wszczął sprawę karną wobec założycieli i członków Pułku Kalinowskiego. Ochotników oskarżono o ekstremizm i chęć „stawiania zbrojnego oporu podczas specjalnej operacji wojskowej, a następnie zbrojnego przejęcia władzy w Republice Białoruś”.
Przedstawiciele pułku odmówili udziału w zorganizowanej przez demokratyczną opozycję konferencji „Nowa Białoruś”, która odbyła się w dniach 8–9 sierpnia 2022 w Wilnie i nie poparli emigracyjnego Zjednoczonego Gabinetu Przejściowego sformowanego przez Swiatłanę Cichanoŭską.
Jednocześnie w tym samym czasie (9 sierpnia 2022) jednostkę poparła Rada Białoruskiej Republiki Ludowej (spadkobiercy pierwszego białoruskiego rządu) oraz jej przewodnicząca Iwonka Surwiłła (formalnie głowa państwa na uchodźstwie), a przedstawiciele pułku na uroczystości w wileńskiej katedrze odebrali sztandar ofiarowany im przez Radę BRL.
W październiku 2022 część parlamentarzystów ukraińskich złożyła wniosek, by Pułk Kalinowskiego, a nie tymczasowy gabinet Cichanoŭskiej, był traktowany przez władze Ukrainy jako oficjalny „przedstawiciel narodu białoruskiego”.
W lutym 2023 białoruski polityk opozycyjny Zianon Pazniak poinformował o negocjacjach z Pułkiem Kalinowskiego w sprawie utworzenia struktury wojskowo-politycznej, która ma nosić nazwę Rady Bezpieczeństwa.
Latem 2024 pułk ogłosił inicjatywę powołania własnej formacji politycznej – Ruchu Obywatelskiego "Kalinowcy", który postawił sobie za cel prowadzić narodowo-wyzwoleńczą działalność polityczną. Jednym z liderów ruchu został Dzianis Prachoraŭ, pierwszy dowódca pułku
25 września 2024 roku Sąd Najwyższy Białorusi uznał Pułk Kalinowskiego za organizację terrorystyczną.
W 2025 roku władze białoruskie skazały zaocznie pięciu członków Pułku Kalinowskiego na długoletnie kary więzienia i wysokie grzywny.

## Odznaczenia
- Stalowy Krzyż "Za Naszą i Waszą Wolność" (WGO "Kraina") – Ukraina, 2025[41][42]

## Znani członkowie
- Pawieł Szurmiej, były białoruski wioślarz olimpijski i rekordzista świata[43].